# Kunai
Un kunai (苦無 kunai?) es una herramienta japonesa del período Sengoku. Originalmente utilizado como un apero de agricultura, un kunai en las manos adecuadas podía convertirse en un arma multifunción, y debido a su extendido uso como tal está fuertemente asociado en la cultura popular con el ninjutsu y sus adeptos.

## Diseño
Existen dos variaciones principales, el  kunai corto  ( 少 苦 无  shō-kunai?) y el  kunai grande  ( 大 苦 无  dai-kunai?), que pueden diferir en tamaño de 20 a 60 cm. La cuchilla tiene forma triangular, y en el extremo del mango hay un aro concebido para atar una cuerda. Los bordes laterales no están afilados, ya que el uso de la herramienta como pala o formón dañaría el bisel.
El kunai era propio de una gran gama de oficios en el Japón feudal, especialmente de la jardinería, la carpintería, la talla de varios materiales e incluso la mampostería, y se empleaba para punzar, tallar, cortar, cavar y cualquier actividad que requiriera una hoja de hierro, de la misma manera que el moderno hori hori. Era barato y fácil de producir, lo que facilitaba su uso en cualquier ámbito

## Uso

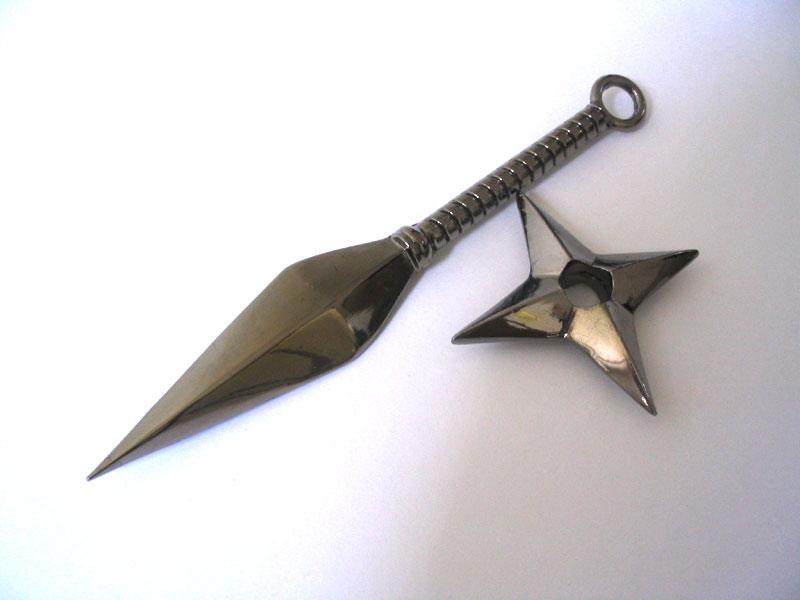
Un kunai junto a un shuriken.

La aguda punta del kunai lo volvía un arma perfecta para apuñalar, y la anilla de su mango ayudaba a atarlo a un asta a modo de lanza o a una cuerda para usarlo como dardo. Contrariamente a la creencia popular, el kunai no estaba concebido para ser un arma arrojadiza, pero podía ser empleado de esta manera con cierta eficacia gracias a su diseño simétrico y centro de gravedad equilibrado. También existían variantes de kunai con hojas de diversos tamaños, con más de una hoja o incluso con borde de sierra, similar a otra herramienta llamada shikoro.
Además de sus otros usos bélicos, el kunai era usado por los guerreros como pitón de escalada, arpeo o anclaje para trepar por muros y otros obstáculos, así como punzón para abrir agujeros en paredes o forzar puertas. Solía decirse que el único impedimento para usar el kunai era la imaginación del portador.
El kunai se usaba con mucha mayor frecuencia que el shuriken en el arsenal de un ninja, ya que era comparativamente más asequible, discreto, versátil y fácil de utilizar. Su carácter de herramienta popular permitía pasar sin levantar sospechas en caso de que el portador fuera registrado o descubierto en medio de una misión.

## En la cultura popular
El kunai es a menudo descrita en el manga, anime y los videojuegos como un arma común de los ninjas.
- En la película The Expendables, el actor Jason Statham, como Lee Christmas es un especialista en cuchillos, y cabe citar que entre sus armas preferidas en el filme están los kunais, que se le puede ver utilizando con buena precisión.
- En la franquicia de videojuegos Mortal Kombat, el arpón que arroja Scorpion hacia sus oponentes es el kunai.
- En el videojuego Team Fortress 2 hay un kunai desbloqueable para el personaje Spy, quien lo utiliza como arma de cuerpo a cuerpo.
- En el videojuego Warframe los kunais son un arma desbloqueable para todo personaje jugable, utilizada como arma secundaria arrojadiza.
- En el videojuego League of Legends el personaje Akali usa un kunai como arma principal.
- En el anime y manga Naruto el arma principal de los ninjas es el kunai.
- En el videojuego Ghost of Tsushima aparece como arma arrojadiza.